# Manuel Linda
Manuel Linda (Manuel da Silva Rodrigues Linda, Paus, Resende, 15 de abril de 1956) é um bispo católico português, atual bispo da Diocese do Porto.

## Carreira
Rodrigues Linda frequentou o Seminário Menor de Resende, o Seminário Maior de Lamego e o Instituto de Ciências Humanas e Teológicas do Porto onde terminou o curso superior de Teologia em 1980. Foi ordenado presbítero a 10 de junho de 1981 pelo bispo António Cardoso Cunha.
Ao longo dos anos desempenhou várias funções como pároco, assistente diocesano da Acção Católica, Promotor de Justiça e Defensor do Vínculo no Tribunal Eclesiástico e responsável pela Pastoral Juvenil, na Diocese de Vila Real. Foi reitor do Seminário de Vila Real, vigário episcopal para a Cultura, coordenador diocesano da pastoral e membro dos conselhos presbiteral, pastoral e de consultores.
Paralelamente à sua actividade eclesiástica, licenciou-se em Humanidades pela Faculdade de Filosofia de Braga da Universidade Católica Portuguesa (1987), em Teologia pela Faculdade de Teologia (Porto) da Universidade Católica Portuguesa (1988), obteve a licenciatura canónica em Teologia pela Pontifícia Universidade Lateranense em Roma (1991) e o doutoramento em Teologia pela Universidad Pontificia Comillas em Madrid (1998), com a tese "Andragogia política em D. António Ferreira Gomes".
Ao longo dos anos foi leccionando em diversas escolas e faculdades, orientando teses de licenciatura e mestrado. É membro fundador do Centro de Estudos do Pensamento Português (Núcleo do Porto da Faculdade de Teologia da Universidade Católica Portuguesa)
Foi nomeado bispo auxiliar de Braga em 27 de junho de 2009 pelo Papa Bento XVI, e bispo titular de Case Mediane, tendo sido ordenado por Joaquim Gonçalves e pelos arcebispos co-ordenantes Jorge Ferreira da Costa Ortiga e Rino Passigato, a 20 de setembro de 2009.
A 10 de outubro de 2013 foi nomeado para suceder a Januário Torgal Mendes Ferreira na Diocese das Forças Armadas e de Segurança.  Canonicamente, tomou posse no dia 24 de Janeiro de 2014, em Fátima, perante os sacerdotes que trabalham no Ordinariato Militar para Portugal. A 8 de Abril de 2014, foi nomeado Capelão-Mor por despacho conjunto dos Ministros da Defesa Nacional e da Administração Interna.
A 15 de Março de 2018, foi nomeado bispo da Diocese do Porto, sucedendo a António Francisco dos Santos.
A nível da Conferência Episcopal Portuguesa, foi membro da Comissão Episcopal da Pastoral Social e da Mobilidade, para a área da Saúde (de 2000 a 2014) e, a 29 de Abril de 2014, foi eleito Presidente da Comissão Episcopal das Missões e Nova Evangelização e membro a Comissão Episcopal da Pastoral Social e da Mobilidade.
Para além de outras condecorações, a 23 de Fevereiro de 2018 foi agraciado com a Medalha Cruz de São Jorge, Primeira Classe, do Estado-Maior-General das Forças Armadas.

## Polémicas
Em Dezembro de 2018, em entrevista ao jornal Público, sustentou que os abusos de menores por membros do clero católico foram “um fenómeno fundamentalmente anglo-saxónico” .
Segundo o bispo, houve uma altura, nos anos 60 e 70, em que "um determinado género de psicologia falava de uma aproximação talvez demasiado íntima, afectiva, entre os mais velhos e os mais novos, até como forma de integração dos mais novos. É provável que alguns sacerdotes tenham sido vítimas dessa corrente de psicologia." De acordo com Manuel Linda, a "enormíssima maioria" dos que cometeram abusos já não eram sacerdotes. 
Quanto ao caso português, o bispo é de opinião, citando dois casos conhecidos — o do Padre Frederico, condenado por homicídio,  e o do Padre Luís Mendes, condenado por agressão  sexual a seis jovens  —   que "tudo leva a crer que não tenham tido aquela dimensão de gravidade de que estamos habituados a ouvir falar quando falamos de pedofilia. Talvez tenha havido alguma intimidade, mas não uma intimidade daquelas mais chocantes."
Em 2019 pronunciou-se contra a criação de qualquer comissão para lidar com eventuais casos de abuso sexual de menores, em sentido oposto às orientações do Papa Francisco. E fundamentou:  "ninguém cria, por exemplo, uma comissão para estudar os efeitos do impacto de um meteorito na cidade do Porto". E acrescentou: "É possível que caia aqui um meteorito? É. Justifica-se uma comissão dessas? Porventura não".
Em 2 de Outubro de 2022, em declarações públicas, sustentou que o crime de abuso "ainda hoje" não é público, o que é falso.  D. Manuel Linda pediu desculpas pelas declarações em outubro de 2022.
Em outubro de 2022, foi acusado de, enquanto professor de Educação Moral e Religiosa Católica em Vila Real, ter sido informado por uma aluna que esta mantinha um relacionamento com o padre Heitor Antunes, que, aos 34 anos, iniciou o relacionamento com a menor de 14 anos, acabando esta por engravidar aos 23 anos. D. Manuel Linda alegou não se recordar do sucedido e que teria reportado superiormente qualquer denúncia de que tivesse tido conhecimento.
Em outubro de 2022, criticou a substituição dos laços entre pais e filhos pelo apego aos animais, classificando-o como "típico de sociedades decadentes". As declarações foram fortemente criticadas pela porta-voz do PAN, Inês Sousa Real, e pelos provedores dos animais dos municípios de Almada, Lisboa, Ovar e Santa Maria da Feira.